# Liste de jeux Namco
La liste des jeux Namco répertorie les jeux vidéo développés ou édités par Namco, classés par ordre alphabétique.
- Haut – A
- B
- C
- D
- E
- F
- G
- H
- I
- J
- K
- L
- M
- N
- O
- P
- Q
- R
- S
- T
- U
- V
- W
- X
- Y
- Z

## A
- Abnormal Check (1996)
- Ace Driver (1994)
- Ace Driver: Victory Lap (1996)
- Aerosmith: Quest for Fame (2001)
- Air Combat (1992)
- Air Combat 22 (1995)
- Ace Combat 2 (1997)
- Ace Combat 3: Électrosphère (2000)
- Ace Combat 4: Distant Thunder (2002)
- Ace Combat 5: Squadron Leader (2005)
- Ace Combat Zero: The Belkan War (2006)
- Alien Sector (1985)
- Alien Sniper (2002)
- Alpine Racer (1995)
- Alpine Racer 2 (1996)
- Alpine Racer 3 (2002)
- Alpine Surfer (1996)
- Angler King (1999)
- Aqua Jet (1996)
- Aqua Rush (1999)
- Armadillo Racing (1997)
- Assasin (1986)
- Assault (1988)
- Attack Pla-Rail (????)

## B
- Bakutotsu Kijuutei (1988)
- Bakuretsu Quiz Ma-Q Dai Bouken (1992)
- Balance Try (1999)
- Ball Jacks (1993)
- Baten Kaitos (2003)
- Beraboh Man (1988)
- Blast Off (1989)
- Blazer (1987)
- Bomb Bee (1979)
- Bosconian (1981)
- Boxy Boy (1990)
- Bubble Trouble (1992)
- Burning Force (1989)
- Bust a Groove (1999)

## C
- Chou Dragonball Z / Super Dragonball Z (2005)
- Cobra : The Arcade (2005)
- Cosmo Gang the Puzzle (1992)
- Cosmo Gang the Video (1991)
- Crisis Zone (2000)
- Cutie Q (1979)
- Cyber Commando (1995)
- Cyber Cycles (1995)
- Cybersled (1993)

## D
- Danceyes (1996)
- Dangerous Seed (1989)
- Dead to Rights (2003)
- Death by Degrees (2005)
- Derby Quiz My Dream Horse (1998)
- Dig Dug (1982)
- Dig Dug II (1985)
- Dirt Dash (1995)
- Dirt Fox (1989)
- Donkey Konga (2003)
- Donkey Konga 2 (2004)
- Donkey Konga 3 (2005)
- Downhill Bikers (1997)
- Dragon Buster (1984)
- Dragon Chronicles (2002)
- Dragon Chronicles II (2003)
- Dragon Saber (1990)
- Dragon Spirit (1987)
- Grobda (1984)
- Driver's Eyes (1987)
- Druaga Online : The Story of Aon (2005)
- Dunk Mania (1995)

## E
- Ehrgeiz (1998)
- Emeraldia (1993)
- Exvania (1992)

## F
- Face Off (1988)
- Fighter and Attacker (1992)
- Fighting Layer (1998)
- Final Furlong (1997)
- Final Furlong 2 (1999)
- Final Lap (1987)
- Final Lap 2 (1990)
- Final Lap 3 (1992)
- Final Lap R (1994)
- Finest Hour (1989)
- Football Kingdom: Trial Edition (2004)
- Four Trax (1989)

## G
- GAHAHA Ippatsu-dou (2000)
- GAHAHA Ippatsu-dou 2 (2001)
- Galaxian (1979)
- Galaga (1981)
- Gamshara (2003)
- Gaplus (1984)
- Galaga '88 (1987)
- Galaga 3 (1984)
- Gee Bee (1978)
- Gekitoride-Jong Space (2001)
- Genpei Tōma Den (1986)
- Ghoul Panic (1999)
- Golgo 13 (1999)
- Golgo 13 Juusei no Requiem (2001)
- Golgo 13 Kiseki no Dandou (1999)
- Golly! Ghost! (1990)
- GP500 (1999)
- Great Sluggers '94 (1994)
- Great Sluggers (1993)
- Grobda (1984)
- Guitar Jam (1999)
- Gunmen Wars (1998)

## H
- Hard Puncher Hajime no Ippo 2 Ōja e no Chōsen (2002)
- Hopping Mappy (1986)

## I
- I-Ninja (2003)
- The Idolmaster (2004)

## J
- J-League Soccer V-Shoot (1994)
- Jr. Pac-Man (1983)
- Juiced Eliminator (2006)
- Juiced 2: Hot Import Nights (2007)

## K
- Kaena (2004)
- Kaiun Quiz (1999)
- Kaitei Takara Sagashi (1980)
- Kart Duel (2000)
- Katamari Damacy (2004)
- King and Balloon (1980)
- Kinnikuman Muscle Grand Prix (2006)
- Klonoa: Door to Phantomile (1997)
- Klonoa 2: Lunatea's Veil (2000)
- Klonoa Heroes (2002)
- Knockdown 2001 (2001)
- Knuckle Heads (1992)
- Kosodate Quiz My Angel 3 (1998)
- Kotoba no Puzzle Mojipittan (2001)
- Kurukuru Food (2002)
- Kyūkai Dōchūki (1990)

## L
- Libble Rabble (1983)
- Libero Grande (1997)
- Lucky and Wild (1992)

## M
- Mach Breakers (Numan Athletics 2) (1995)
- Mappy (1983)
- Marchen Maze (1988)
- Mario Kart Arcade GP (2005)
- Mario Kart Arcade GP 2 (2007)
- Mario Kart Arcade GP DX (2013)
- Mario Superstar Baseball (2005)
- Marvel Land (1989)
- Metal Hawk (1988)
- Metro-Cross (1985)
- Million Hits (????)
- Mirai Ninja (1988)
- Ms. Pac-Man/Galaga (20 Year Reunion) (2000)
- Mojipittan (2002)
- Motocross Go! (1997)
- Motos (1985)
- Mr Driller (1999)
- Mr Driller 2 (2000)
- Mr Driller G (2001)
- Ms. Pac-Man (1981)
- Ms. Pac-Man Maze Madness (2000)

## N
- Namco Classic Collection Vol.1 (1995)
- Namco Classics Collection Vol.2 (1996)
- Namco X Capcom (2005)
- Navarone (1980)
- Nebulas Ray (1994)
- Nettou! Gekitou! Quiztou!! (1993)
- New Rally X (1981)
- NFL Classic Football (2003)
- Numan Athletics (1993)

## O
- Ordyne (1988)
- Outfoxies (1994)
- Over Kuhn (1999)

## P
- Pac and Pal (1983)
- Pac-In-Time (1994)
- Pac-Land (1984)
- Pac-Man and Chomp Chomp (1983)
- Pac-Man (1980)
- Pac-Man: Adventures in Time (2000)
- Pac-Man 2: The New Adventures (1994)
- Pac-Man Fever (2002)
- Pac-Man Party (2010)
- Pac-Man World (1999)
- Pac-Man World 2 (2002)
- Pac-Man World 3 (2005)
- Pac-Man World Rally (2006)
- Pac-Mania (1987)
- Pac-Pix (2005)
- Paca Paca Passion (1999)
- Paca Paca Passion 2 (1999)
- Paca Paca Passion Special (1999)
- Panic Park (1998)
- Panicuru Panekuru (2002)
- Phelios (1988)
- Photo Battole (2001)
- Phozon (1983)
- Pistol Daimyo no Bouken (1990)
- Pocket Racer (1996)
- Point Blank 2 (1999)
- Point Blank 3 (2001)
- Point Blank (1994)
- Pole Position (1982)
- Pole Position II (1983)
- Prime Goal EX (1996)
- Professional Baseball 2002 (2002)
- Professor Pac-Man (1983)
- Prop Cycle (1996)
- PuckMan (1980)
- Puzzle Club (1990)

## Q
- Quester (1987)

## R
- Race On! (1998)
- Rally-X (1980)
- Rave Racer (1995)
- Rage Racer (1996)
- Rapid River (1997)
- Ridge Racer (1993)
- Ridge Racer 2 (1994)
- Ridge Racer 64 (2000)
- Ridge Racer DS (2005)
- Ridge Racer Revolution (1995)
- Ridge Racer Type 4 (1999)
- Ridge Racer V (2000)
- Ridge Racer 6 (2005)
- Ridge Racer V Arcade Battle (2001)
- Ridge Racers 2 (2006)
- Rolling Thunder 2 (1990)
- Rolling Thunder (1986)
- Rompers (1989)
- Ron Fa Mahjong (2004)

## S
- Seishun Quiz Colorful High School / Ren-ai Quiz High School Angel (2002)
- Shadowland (1987)
- SimDrive (1992)
- Shin Nihon Pro Wrestling Toukon Retsuden 3 Arcade Edition (1997)
- Shoot Away (1984)
- Sky Kid (1985)
- Sky Kid Deluxe (1986)
- Samurai Surf X (2002)
- Smash Court Tennis (2002)
- Smashing Drive (2002)
- Solvalou (1991)
- SOS (1980)
- Soul Calibur (1998)
- Soul Calibur II (2002)
- Soul Calibur III (2005)
- Soul Edge (1996)
- Speed Racer (1995)
- Splatterhouse (1988)
- Star Audition (????)
- Star Fox Assault (2005)
- Star Sweep (1997)
- Star Trigon (2002)
- Starblade : Operation Blue Planet (2002)
- Starblade (1991)
- Steel Gunner (1990)
- Steel Gunner 2 (1991)
- Submarines (????)
- Super Mario Stadium Baseball (2008)
- Super World Court (1992)
- Super World Stadium (1992)
- Super World Stadium '92 (1992)
- Super World Stadium '93 (1993)
- Super World Stadium '95 (1995)
- Super World Stadium '96 (1996)
- Super World Stadium '97 (1997)
- Super World Stadium '98 (1998)
- Super World Stadium '99 (1999)
- Super World Stadium 2000 (2000)
- Super World Stadium 2001 (2001)
- Super Pac-Man (1982)
- Super Xevious (1984)
- Suzuka 8 Hours (1992)
- Suzuka 8 Hours 2 (1993)

## T
- Taiko no Tatsujin 2 (2001)
- Taiko no Tatsujin 3 (2002)
- Taiko no Tatsujin 4 (2002)
- Taiko no Tatsujin 5 (2003)
- Taiko no Tatsujin 6 (2004)
- Taiko no Tatsujin 7 (2005)
- Taiko no Tatsujin 8 (2006)
- Taiko no Tatsujin 9 (2006)
- Taiko no Tatsujin (1999)
- Tales of Destiny (1997)
- Tales of Legendia (2005)
- Tales of Rebirth (2004)
- Tales of Symphonia (2004)
- Tank Battalion (1980)
- Tank Force (1991)
- Techno drive (1998)
- Tekken (AC, PS1, PS2 (AC), PS3, PS4) (1994)
- Tekken 2 (AC, PS1, PS2 (AC), PS3, PS4) (1995)
- Tekken 3 (AC, PS1, PS2 (AC), PS3, PS4) (1996)
- Tekken 4 (AC, PS2, PS3, PS4) (2002)
- Tekken 5 (AC, PS2, PS3, PS4) (2004)
- Tekken 5: Dark Resurrection (AC, PSP, PS3, PS4)(2005)
- Tekken 5.1 (AC, PS2, PSP, PS3, PS4)(2005)
- Tekken Advance (AC, PS3, PS4) (2002)
- Tekken Tag Tournament (AC, PS2, PS3, PS4) (1999)
- TeknoWerk (1998)
- Tenkomori Shooting (1998)
- The Return of Ishtar (1986)
- Thunder Ceptor (1986)
- Thunder Ceptor II (1986)
- Time Crisis (1995)
- Time Crisis 2 (1997)
- Time Crisis 3 (2003)
- Tinkle Pit (1993)
- Tokyo Wars (1996)
- Tower of Druaga (1984)
- Toypop (1986)
- Truck Kyosokyoku (2000)
- Tsukkomi Yousei Gips Nice Tsukkomi (2002))

## U
- Uchuu Daisakusen : Chocovader Contactee (2002)
- Um Jammer Lammy NOW! (1999)
- Underground King (1998)
- Urban Reign (2005)

## V
- Valkyrie No Densetsu (1989)
- Vampire Night (2001)

## W
- Wagyan Land (1989)
- Wani Wani World (1992)
- Wangan Midnight (2001)
- Wangan Midnight R (2002)
- Wangan Midnight : Maxi Boost / Wangan Midnight : Maximum Tune (2004)
- Wangan Midnight : Maxi Boost 2 / Wangan Midnight : Maximum Tune 2 (2005)
- Wangan Midnight : Maxi Boost 2 Ver.B / Wangan Midnight : Maximum Tune 2 Ver.B (2005)
- Warp and Warp (1981)
- We ♥ Katamari (2005)
- Weaponlord (1995)
- Winning Run Suzuka Grand Prix (1989)
- Winning Run 91 (1991)
- Winning Run Suzuka Grand Prix (1989)
- World Court (1988)
- World Stadium (1988)
- Wonder Momo (1987)

## X
- X-Day 2 (1995)
- Xenosaga I-II (2006)
- Xevious 3D/G (1995)
- Xevious (1982)

## Y
- Yumeria (2003)